# Георг Брадати
Георг Брадати (на немски: Georg der Bärtige; 27 август 1471, Майсен; † 17 април 1539, Дрезден) от род Албертини, е херцог на Саксония през 1500 – 1539 г. и херцог на Саган, противник на протестантизма.

## Произход и управление
Той е най-възрастният син на херцог и маршал Албрехт III „Храбрия“ (1443 – 1500) и на Здена (Сидония) (1449 – 1510), дъщеря на крал Иржи Подебради, крал на Бохемия от Хабсбургите. Сестра му Катарина Саксонска (1468–1524) се омъжва през 1484 г. за ерцхерцог Сигизмунд Австрийски. Най-малкият му брат Фридрих фон Заксен (1498 – 1510) е велик магистър на Тевтонския орден през 1498 – 1510 г.
От 1488 г. Георг замества баща си, когато той води войни във Фландрия и Фризия. Той владее латински и се интересува от теология. Георг е противник на ученията на Ян Хус и Мартин Лутер и протестантизма и конфискува всичките библии на Лутер през 1523 г.
Георг е женен 38 години за Барбара Ягелонка (1478 – 1534), дъщеря на полския крал Кажимеж IV Ягелончик. След нейната смърт той си оставя от мъка брада и затова получава допълнителното си име Брадатия. Георг умира през 1539 г. в Дрезден и е погребан до съпругата си в гробна капела на катедралата Майсен.
Последван е от по-малкия му брат Хайнрих IV „Благочестиви“ (1473 – 1541), понеже двамата му сина Йохан и Фридрих умират преди него.

## Фамилия
Георг Брадати се жени на 21 ноември 1496 г. в Лайпциг за Барбара Полска (1478 – 1534), дъщеря на Кажимеж IV (1427 – 1492), крал на Полша, и на Елизабет Хабсбург (1437 – 1505), дъщеря на римско-немския крал Алберт II. Двамата имат децата:
1. Христоф (* 8 септември 1497, Дрезден, † 5 декември 1497, Лайпциг), наследствен принц на Саксония
2. Йохан (1498 – 1537), наследствен принц на Саксония ∞ Елизабет фон Хесен (1502 – 1557)
3. Волфганг (* 1499, † 12 януари 1500, Дрезден)
4. Ана (* 21 януари 1500, † 23 януари 1500)
5. Христоф (*/† 27 май 1501)
6. Агнес (* 7 януари 1503, † 16 април 1503)
7. Фридрих (1504 – 1539), наследствен принц на Саксония ∞ Елизабет от Мансфелд-Фордерорт
8. Кристина (1505 – 1549), ∞ 1523 ландграф Филип I от Хесен
9. Магдалена (1507 – 1534) ∞ 1524 курфюрст Йоахим II от Бранденбург
10. Маргарета (* 7 септември 1508, Дрезден, † между 7 септември и 19 декември 1510)